# Ranau (district)
Ranau is een district in de Maleisische deelstaat Sabah.
Het district telt 96.000 inwoners op een oppervlakte van 3000 km².